# White Rim Road
La White Rim Road è una strada sterrata lunga circa 70 miglia che si snoda all'interno del Canyonlands National Park nello Utah.
La strada alterna impegnativi passaggi a tratti in terra battuta più rilassanti e poiché all'interno di tutto il Canyonlands National Park non ci sono fonti disponibili d'acqua potabile, i ranger del parco percorrono spesso la strada per aiutare chi si trova in difficoltà.
La strada è percorribile in fuoristrada, in moto ed in bicicletta, vige il limite di 15 miglia all'ora, per un totale di circa 8 ore se percorsa in fuoristrada.
Il centro abitato più vicino è Moab, che è la base di partenza naturale per affrontare il percorso. Da Moab sono 2 i percorsi per raggiungere l'inizio della White Rim Road. Il più veloce, che richiede poco meno di un'ora, percorre la Highway 191 sino all'incrocio con la 313 e poi lungo questa sino all'ingresso del Canyonlands National Park. Poco dopo l'ingresso (38° 28' 17.52" N 109° 48' 41.14" O) una strada sterrata di poco più di 5 miglia, la Shafer Trail, scende con ripidi tornanti sino all'inizio della White Rim Road (38° 27' 33.10" N 109° 47' 41.00" O).
L'altra possibilità è, partendo sempre da Moab, percorrere la Highway 279 costeggiando il fiume Colorado sino a Potash e da qui percorrere la Potash Road una panoramica strada sterrata che inoltrandosi nel Canyonlands National Park porta sino all'inizio della White Rim Road. Questa seconda opzione richiede almeno un'ora e mezza ma attraversa il Thelma and Luise Point (38° 27' 09.00" N 109° 44' 04.00" O) e il Musselman Arch (il Musselman Arch è già sulla White Rim Road 3.4 miglia dopo la sua origine all'incrocio tra il Shafer Trail, la Potash Road e la White Rim Road appunto).
Lungo le sue settanta miglia la White Rim Road percorre il White Rim, un plateau risalente a 225 milioni d'anni fa che costeggia il Colorado prima ed il Green River poi.
La White Rim Road termina al confine del Canyonlands National Park (38° 29' 57.10" N 110° 01' 18.30" O).